# Billboard Music Awards de 2019
O Billboard Music Awards de 2019 ocorreu no MGM Grand Garden Arena, em Las Vegas, Estados Unidos, em 1 de maio de 2019. A cerimônia foi transmitida ao vivo pela NBC, e foi apresentada pela cantora estadunidense Kelly Clarkson pelo segundo ano consecutivo. A lista de indicados foi anunciada em 4 de abril de 2019. Mariah Carey recebeu o Prêmio Ícone na cerimônia deste ano.

## Performances
| Artista                   | Canção | Apresentado por               |
| ------------------------- | --- | ----------------------------- |
| Taylor Swift Brendon Urie | "Me!" | —                             |
| Kelly Clarkson            | Medley: "Meant to Be" "Eastside" "Boo'd Up" "Girls Like You" The Middle" One Kiss" I Like It" "Love Lies" "High Hopes" "Tequila" "Material Girl" Touch My Body" "Wow" | —                             |
| Halsey                    | "Without Me" | Kelly Clarkson                |
| Ciara                     | "Thinkin Bout You" | Sara Foster Erin Foster       |
| Dan + Shay Tori Kelly     | "Speechless" | Kelly Clarkson                |
| Jonas Brothers            | "Jealous" "Cake by the Ocean" "Sucker" | Kelly Clarkson                |
| Khalid                    | "Talk" "Better" | Kiernan Shipka Ross Lynch     |
| Ariana Grande             | "7 Rings"[a] | Ashley Graham                 |
| Madonna Maluma            | "Medellín" | Kelly Clarkson                |
| Lauren Daigle             | "You Say" | Kelly Clarkson                |
| Mariah Carey              | "A No No" Always Be My Baby" Emotions" We Belong Together" Hero" | Jennifer Hudson               |
| Panic! at the Disco       | "Hey Look Ma, I Made It" | Asher Angel Sabrina Carpenter |
| Kelly Clarkson            | "Broken & Beautiful" | —                             |
| BTS Halsey                | "Boy with Luv" | Kelly Clarkson                |
| Paula Abdul               | Medley: "Straight Up" "The Way That You Love Me" "Vibeology" "Opposites Attract" "Cold Hearted" "Forever Your Girl"                                                   | Ralph Macchio William Zabka   |

Notas
- ↑[a]  Pré-gravado durante a turnê Sweetener World Tour, na Rogers Arena, em Vancouver, Canadá.[10]

## Vencedores e indicados
Os vencedores estão listados em negrito.
| Melhor Artista (apresentado por Kelly Clarkson) | Artista Revelação (apresentado por Sophie Turner e Tye Sheridan) | Desempenho na Parada da Billboard (votado pelos fãs) |
| --- | --- | --- |
| - Drake - Ariana Grande - Cardi B - Post Malone - Travis Scott | - Juice Wrld - Bazzi - Dua Lipa - Ella Mai - Lil Baby | - Ariana Grande - Dan + Shay - Drake - Lady Gaga e Bradley Cooper - Dua Lipa |
| Melhor Cantor (apresentado por Cobie Smulders e Eva Longoria) | Melhor Cantora | Melhor Artista de Streaming |
| - Drake - Ed Sheeran - Post Malone - Travis Scott - XXXTentacion | - Ariana Grande - Cardi B - Ella Mai - Halsey - Taylor Swift | - Drake - Ariana Grande - Cardi B - Post Malone - XXXTentacion |
| Melhor Dupla/Grupo (apresentado por Chrissy Metz e Justin Hartley) | Melhor Artista da Billboard 200 | Melhor Artista das Rádios |
| - BTS - Dan + Shay - Imagine Dragons - Maroon 5 - Panic! at the Disco | - Drake - Ariana Grande - Post Malone - Travis Scott - XXXTentacion | - Drake - Ariana Grande - Cardi B - Post Malone - Maroon 5 |
| Melhor Álbum da Billboard 200 (apresentado por Dave Bautista e Kumail Nanjiani) | Melhor Artista da Hot 100 | Melhor Artista Social (votado pelos fãs) |
| - Scorpion – Drake - ? – XXXTentacion - Astroworld – Travis Scott - Beerbongs & Bentleys – Post Malone - Invasion of Privacy – Cardi B                                                                                    | - Drake - Ariana Grande - Cardi B - Juice Wrld - Post Malone | - BTS - EXO - GOT7 - Ariana Grande - Louis Tomlinson |
| Melhor Canção da Hot 100 (apresentado por Becky G e Kane Brown) | Artista com Mais Canções Vendidas | Melhor Artista em Turnê |
| - "Girls Like You" – Maroon 5 com part. de Cardi B - "Better Now" – Post Malone - "I Like It" – Cardi B, Bad Bunny e J Balvin - "Lucid Dreams" – Juice Wrld - "Sicko Mode" – Travis Scott                                 | - Drake - Ariana Grande - Imagine Dragons - Lady Gaga - Post Malone | - Ed Sheeran - Taylor Swift - The Carters - Bruno Mars - Justin Timberlake |
| Melhor Artista de R&B (apresentado por Beanie Feldstein, Kaitlyn Dever e Olivia Wilde) | Melhor Cantor de R&B | Melhor Cantora de R&B |
| - Ella Mai - H.E.R. - Khalid - The Weeknd - XXXTentacion | - The Weeknd - Khalid - XXXTentacion | - Ella Mai - H.E.R. - Queen Naija |
| Melhor Artista de Rap | Melhor Cantor de Rap | Melhor Cantora de Rap |
| - Drake - Cardi B - Juice Wrld - Post Malone - Travis Scott | - Drake - Post Malone - Travis Scott | - Cardi B - City Girls - Nicki Minaj |
| Melhor Turnê de R&B | Melhor Turnê de Rap | Melhor Turnê de Rock |
| - Beyoncé e Jay Z - Bruno Mars - Childish Gambino | - Beyoncé e Jay Z - Travis Scott - Drake | - Elton John - U2 - The Rolling Stones |
| Melhor Artista de Country | Melhor Cantor de Country | Melhor Cantora de Country |
| - Luke Combs - Kane Brown - Jason Aldean - Florida Georgia Line - Dan + Shay | - Luke Combs - Kane Brown - Jason Aldean | - Carrie Underwood - Maren Morris - Kacey Musgraves |
| Melhor Turnê de Country | Melhor Dupla/Grupo de Country | Melhor Artista de Rock (apresentado por Florida Georgia Line) |
| - Kenny Chesney - Shania Twain - Luke Bryan | - Dan + Shay - Florida Georgia Line - Old Dominion | - Imagine Dragons - Panic! at the Disco - Queen - lovelytheband - twenty one pilots |
| Melhor Artista de Dance/Eletrônica | Melhor Artista Latino | Melhor Artista Gospel |
| - The Chainsmokers - Calvin Harris - Kygo - Marshmello - ODESZA | - Ozuna - J Balvin - Romeo Santos - Anuel AA - Bad Bunny | - Tasha Cobbs Leonard - Tori Kelly - Marvin Sapp - Koryn Hawthorne - Kirk Franklin |
| Melhor Artista Cristão | Melhor Trilha Sonora | Melhor Álbum de R&B |
| - Lauren Daigle - for King & Country - Hillsong Worship - MercyMe - Cory Asbury | - The Greatest Showman - Spider-Man: Into the Spider-Verse - Bohemian Rhapsody - A Star Is Born - 13 Reasons Why: 2.ª temporada | - 17 – XXXTentacion - Ella Mai – Ella Mai - My Dear Melancholy – The Weeknd - H.E.R. – H.E.R. - American Teen – Khalid                                                                              |
| Melhor Álbum Gospel | Melhor Álbum de Country | Melhor Álbum Cristão |
| - Hiding Place – Tori Kelly - Snoop Dogg Presents Bible of Love – Snoop Dogg & Vários Artistas - Gospel Greats – Aretha Franklin - Unstoppable – Koryn Hawthorne - Make Room – Jonathan McReynolds                        | - This One's for You – Luke Combs - Rearview Town – Jason Aldean - Kane Brown – Kane Brown - Dan + Shay – Dan + Shay - Cry Pretty – Carrie Underwood | - Look Up Child – Lauren Daigle - Reckless Love – Cory Asbury - Burn the Ships – for KING & COUNTRY - There Is More – Hillsong Worship - Chain Breaker – Zach Williams                              |
| Melhor Álbum de Rap | Melhor Álbum de Rock | Melhor Álbum Latino |
| - Scorpion – Drake - ? – XXXTentacion - Astroworld – Travis Scott - Beerbongs & Bentleys – Post Malone - Invasion of Privacy – Cardi B                                                                                    | - Pray For The Wicked – Panic! at the Disco - Come Tomorrow – Dave Matthews Band - Origins – Imagine Dragons - Delta – Mumford & Sons - Trench – twenty one pilots                                                                                           | - Aura – Ozuna - Real Hasta la Muerte – Anuel AA - X 100pre – Bad Bunny - Vibras – J Balvin - F.A.M.E. – Maluma                                                                                     |
| Melhor Álbum de Dance/Eletrônica | Melhor Canção de Streaming (Áudio) | Melhor Canção de Streaming (Vídeo) |
| - Sick Boy – The Chainsmokers - What Is Love? – Clean Bandit - 7 – David Guetta - Kids in Love – Kygo - Major Lazer Essentials – Major Lazer                                                                              | - "Sicko Mode" – Travis Scott - "I Like It" – Cardi B, Bad Bunny e J Balvin - "Lucid Dreams" – Juice Wrld - "Better Now" – Post Malone - "SAD!" – XXXTentacion                                                                                               | - "In My Feelings" – Drake - "Lucid Dreams" – Juice Wrld - "Girls Like You" – Maroon 5 com part. de Cardi B - "Sicko Mode" – Travis Scott - "SAD!" – XXXTentacion                                   |
| Melhor Colaboração | Melhor Canção das Rádios | Canção Mais Vendida |
| - "Girls Like You" – Maroon 5 com part. de Cardi B - "I Like It" – Cardi B, Bad Bunny e J Balvin - "Love Lies" – Khalid e Normani - "Psycho" – Post Malone com part. de Ty Dolla $ign - "Happier" – Marshmello e BΔSTILLE | - "Girls Like You" – Maroon 5 com part. de Cardi B - "Love Lies" – Khalid e Normani - "Better Now" – Post Malone - "Meant to Be" – Bebe Rexha com part. de Florida Georgia Line - "The Middle" – Zedd, Maren Morris e Grey                                   | - "Girls Like You" – Maroon 5 com part. de Cardi B - "I Like It" – Cardi B, Bad Bunny e J Balvin - "In My Feelings" – Drake - "Without Me" – Halsey - "Shallow" – Lady Gaga e Bradley Cooper        |
| Melhor Canção de Rap (apresentado por Rob Gronkowski e Terry Crews) | Melhor Canção Cristã | Melhor Canção Gospel |
| - "I Like It" – Cardi B, Bad Bunny e J Balvin - "In My Feelings" – Drake - "Lucid Dreams" – Juice Wrld - "Better Now" – Post Malone - "Sicko Mode" – Travis Scott                                                         | - "You Say" – Lauren Daigle - "Reckless Love" – Cory Asbury - "Joy" – for KING & COUNTRY - "Who You Say I Am" – Hillsong Worship - "Known" – Tauren Wells | - "Won’t He Do It" – Koryn Hawthorne - "Your Great Name" – Todd Dulaney - "Never Alone" – Tori Kelly com part. de Kirk Franklin - "Forever" – Jason Nelson - "A Great Work" – Brian Courtney Wilson |
| Melhor Canção de R&B | Melhor Canção de Country (apresentado por Jesse Spencer e Julianne Hough) | Melhor Canção de Rock (apresentado por Julia Michaels e David Guetta) |
| - "Boo'd Up" – Ella Mai - "No Brainer" – DJ Khaled com part. de Justin Bieber, Chance The Rapper & Quavo - "Trip" – Ella Mai - "Better" – Khalid - "Freaky Friday" – Lil Dicky com part. de Chris Brown                   | - "Meant to Be" – Bebe Rexha com part. de Florida Georgia Line - "Heaven" – Kane Brown - "She Got the Best of Me" – Luke Combs - "Speechless" – Dan + Shay - "Tequila" – Dan + Shay                                                                          | - "High Hopes" – Panic! at the Disco - "Sit Next to Me" – Foster the People - "Natural" – Imagine Dragons - "Whatever It Takes" – Imagine Dragons - "Broken" – lovelytheband                        |
| Melhor Canção Latina | Melhor Canção de Dance/Eletrônica | Prêmio Ícone |
| - "Te Boté" – Casper Magico, Nio García and Darell - "Mia" – Bad Bunny com part. de Drake - "Dura" – Daddy Yankee - "Taki Taki" – DJ Snake com part. de Selena Gomez, Ozuna e Cardi B - "X" – Nicky Jam e J Balvin        | - "The Middle" – Zedd, Maren Morris e Grey - "Taki Taki" – DJ Snake com part. de Selena Gomez, Ozuna e Cardi B - "One Kiss" – Calvin Harris e Dua Lipa - "Happier" – Marshmello e BΔSTILLE - "Jackie Chan" – Tiësto e Dzeko com part. de Preme e Post Malone | Mariah Carey |

### Múltiplas vitórias e indicações
| 21 | Cardi B              |
| 17 | Drake                |
| 17 | Post Malone          |
| 12 | Travis Scott         |
| 10 | XXXTentacion         |
| 9  | Ariana Grande        |
| 8  | Bad Bunny            |
| 8  | Dan + Shay           |
| 8  | Ella Mai             |
| 8  | J Balvin             |
| 7  | Juice Wrld           |
| 7  | Maroon 5             |
| 6  | Imagine Dragons      |
| 6  | Khalid               |
| 5  | Kane Brown           |
| 4  | Florida Georgia Line |
| 4  | Luke Combs           |
| 4  | Ozuna                |
| 4  | Panic! at the Disco  |
| 3  | Beyoncé e Jay-Z      |
| 2  | Anuel AA             |
| 2  | Bastille             |
| 2  | Bebe Rexha           |
| 2  | Bradley Cooper       |
| 2  | Bruno Mars           |
| 2  | BTS                  |
| 2  | Calvin Harris        |
| 2  | Carrie Underwood     |
| 2  | The Chainsmokers     |
| 2  | DJ Snake             |
| 2  | Ed Sheeran           |
| 2  | Grey                 |
| 2  | Halsey               |
| 2  | Kirk Franklin        |
| 2  | Kygo                 |
| 2  | lovelytheband        |
| 2  | Normani              |
| 2  | Selena Gomez         |
| 2  | Taylor Swift         |
| 2  | Twenty One Pilots    |
| 2  | Zedd                 |

| Prêmios | Artista             |
| ------- | ------------------- |
| 12      | Drake               |
| 6       | Cardi B             |
| 4       | Maroon 5            |
| 3       | Ella Mai            |
| 3       | Luke Combs          |
| 3       | Lauren Daigle       |
| 3       | Ozuna               |
| 2       | Ariana Grande       |
| 2       | BTS                 |
| 2       | The Carters         |
| 2       | The Chainsmokers    |
| 2       | Panic! at the Disco |